# Полоз червонохвостий
Полоз червонохвостий (Gonyosoma oxycephalum) — не 
отруйна змія з роду гоніозом родини Вужеві.

## Опис
Загальна довжина коливається від 1,6 до 2,4 м. Тулуб стиснутий з боків, голова велика, з великими очима. Забарвлення світло-зелене, жовто-зелене або темно-зелене, зустрічаються й червонувато-сірі особини. Шкіра між лусками темна, що надає змії сітчастий малюнок, коли вона «роздмухує» тулуб. Губні щитки контрастні, світло-жовті або зелені. Черево світле. Відмінною особливістю є контрастне забарвлення хвоста, який буває червонуватим, помаранчево-коричневим, червоно-коричневим або сірим.

## Спосіб життя
Полюбляє долинні та передгірні ліси. Дотримується вторинних тропічних лісів, найоптимальнішими біотопами є мангрові ліси, часто живе далеко від води. Зустрічається на висоті до 750 м над рівнем моря. Значну частину життя проводять на деревах, практично ніколи не спускаючись на землю. Ведуть денний спосіб життя. Дуже швидка змія, свою основну здобич - птахів - хапає переважно у польоті. 
Це яйцекладна змія. Самки відкладають від 6 до 12 яєць. Молоді змії з'являються через 95—125 днів.

## Розповсюдження
Мешкає у Таїланді, Камбоджі, В'єтнамі, Лаосі, М'янмі, Малайзії та Сінгапурі, а також на більшості островів Індонезії, на Філіппінах й Андаманських островах (Індія).